# فرودگاه لایت لوپژ
فرودگاه لایت لوپژ (به انگلیسی: Leite Lopes Airport) (به زبان بومی: Aeroporto Estadual Dr. Leite Lopes) یک فرودگاه همگانی مسافربری با کد یاتا RAO است که یک باند فرود آسفالت دارد و طول باند آن ۲۱۰۰ متر است. این فرودگاه در کشور برزیل قرار دارد و در ارتفاع ۵۴۹ متری از سطح دریا واقع شده است.

## شرکت‌های هواپیمایی و مقصدهای پروازی
| شرکت‌های هواپیمایی     | مقصدهای پروازی |
| --------------------- | --- |
| آزول برزیلین ایرلاینز | ویراکوپوس-کامپیناس، پورتو سگورو، ریکایف |
| تام ایرلاینز          | کونگونیاس-سائو پائولو |
| پاساردو لینهاس آئرئاس | بلوو هوریزونت/پامپولها – کارلوس درامند داندراد، برازیلیا، سانتا جنووا، سانتوس دومنت، ساوو جستی دو ریو پرتو، سائو پائولو گوارولوس، Três Lagoas |